# Arnemetia
Arnemetia, auch Arnomecta, soll der Name einer keltischen (Heil-)Göttin sein, die in Britannien verehrt wurde.
Der Name erscheint in der lateinischen Bezeichnung Aquae Arnemetiae für den Ort Buxton (Derbyshire) mit einer römischen Therme sowie in einer Weiheinschrift aus Brough-on-Noe, ebenfalls in Derbyshire. Hier ist zu lesen: DEAE ARNOMECTE (RIB 281).
Arnemetia soll sich zusammensetzen aus keltisch are („neben“, „bei“) und nemeton („heiliger Ort“), was darauf hindeutet, dass es sich nicht um den Namen einer Göttin handelt, sondern nur um ein Epithet („die an einem heiligen Ort wohnt“).
Nach der Christianisierung Britanniens wurde Arnemetia mit der Hl. Anna gleichgesetzt und die Heilquelle in St. Anne's Well umbenannt.